# NGC 4909
NGC 4909 (również PGC 44949) – galaktyka spiralna (Sa), znajdująca się w gwiazdozbiorze Centaura. Odkrył ją John Herschel 5 czerwca 1834 roku.